# ジョージ・ブラウン (軍人)

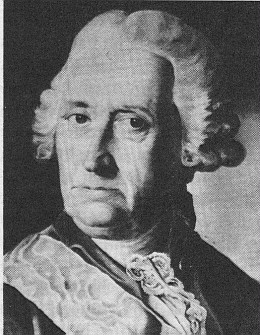
ジョージ・ブラウン

ジョージ・ブラウン（英語: George Browne、アイルランド語: Seoirse de Brún、1698年6月15日 リムリック - 1792年2月18日 リガ）、またはジョルジュ・ド・ブロウン（仏: George de Browne）、ゲオルク・フォン・ブロウネ伯爵（独: Georg Reichsgraf von Browne）、ユーリー・ユーリエヴィチ・ブロウン（露: Юрий Юрьевич Броун）は、アイルランド王国出身でロシア帝国の軍人。

## 生涯
ブラウンの家系は先祖がウィリアム征服王（11世紀のイングランド王）までたどることができる古い家系である。1698年6月15日に生まれ、リムリック監督管区学校（Limerick diocesan school）で教育を受けた。カトリックかつジャコバイトのため、いわゆるワイルド・ギースの一員として、外国の軍人としての道を歩んだ。1725年にプファルツ選帝侯領の軍に入り、1730年にロシア帝国陸軍に転じた。
ポーランド継承戦争とオーストリア・ロシア・トルコ戦争で頭角を現し、将軍に昇進して3万人を率いるに至ったが、オスマン軍の捕虜になり、3度も奴隷として売られた。やがてオスマン帝国駐在フランス大使ルイ・ソヴェール・ド・ヴィルヌーヴの介入で救出されると、コンスタンティノープルの奴隷生活で得た情報をサンクトペテルブルクにもたらした。この功績でアンナ女帝によって少将に昇進した。続く対スウェーデン戦争ではピョートル・ラッシ将軍に同伴してフィンランド遠征を行い、またスウェーデンによるリヴォニア攻撃を阻止した。七年戦争では中将としていとこのマクシミリアン・ユリシーズ・ブラウン伯爵の下で従軍、1757年6月18日のコリンの戦いでプロイセン軍の攻撃をひきつけて同盟軍の勝利に貢献した。マリア・テレジアはこの功績を称えてジョージ・ブラウンに自身の肖像画などの褒賞を与えた。1758年8月25日のツォルンドルフの戦いでも右翼を率いて加勢し、同盟軍の敗北を逆転させた。
1762年に即位したピョートル3世によって元帥に叙され、対デンマーク＝ノルウェー戦争の総指揮官に任命された。ブラウンは対デンマーク戦争を起こすことが賢明ではないと抗議すると、栄典を奪われて国外追放されたが、ピョートル3世はその3日後に翻意してブラウンをリヴォニア総督に任命した。宮廷クーデターで即位したエカチェリーナ2世にもその任命を再確認され、以降の30年間リヴォニア総督を務めた。1792年2月18日に死去した。